# Cuddalore
Cuddalore (en tamoul : கடலூர் (kaḍalūr)), est une cité industrielle de l'État du Tamil Nadu, dans le sud de l'Inde. Située sur la côte de Coromandel, au sud de Pondichéry, elle est le chef-lieu du district de Gondelour.
Le nom français Gondelour (ou Goudallour, Goudelour) fut consacré par les historiens français du XIXe siècle à la suite d'une ambiguïté d'écriture du XVIIIe siècle, et vient de kaḍalūr signifiant « ville de la mer » en tamoul. Cuddalore étant une translittération anglaise.

## Description
Cuddalore est une agglomération urbaine divisée en trois : la Vieille Ville, ou Gondelour proprement-dite, la Nouvelle Ville, ou Fort Saint-David, toute deux situées en bord de mer, et Thirupadirippuliyur, à l'intérieur des terres. L'ensemble de la ville est riverain du fleuve Gadilam, qui sépare Gondelour en deux, la Vieille Ville et Thirupadirippuliyur sur la rive sud, et la Nouvelle Ville sur la rive nord. Les Vieille et Nouvelle Villes sont sur l'estuaire du fleuve, qui se déverse sur la mer en formant une mince étendue d'eau, l'Uppanar, intermédiaire entre Cuddalore-Vieille Ville et le trait de côte. Cette lagune est enrichie des eaux du fleuve Paravanar remontant du sud, qui conflue avec le Gedilam. 
La ville est célèbre pour ses temples, dont le plus connu est celui de Shiva, situé à Thiruppadirippuliyur. Cette localité étant une ville-temple dans sa conception urbanistique, articulée autour du temple de Padaleeswarar. Elle s'est depuis étendue en raison de l'urbanisation intense, tout comme la Nouvelle Ville, ou Fort Saint-David, antérieurement Devanampattinam, noyau colonial de la ville, qui s'étend complètement entre la rive nord du Gedilam et la rive sud du Ponnéar ou Thenpennai, fleuve frontalier avec le Territoire de Pondichéry. La Vieille Ville, la Gondelour historique, est le noyau précolonial qui était autrefois fortifiée. Cette dernière est encore relativement excentrée par rapport au reste de la ville.
La ville de Chidambaram, également connue pour ses temples et son festival de danse classique, se situe à 43 km au sud de Gondelour.
Gondelour offre de belles plages, qui commencent à devenir une destination touristique, bien que la ville souffre de la pollution dégagée par ses industries.

## Histoire
La vieille ville de Cuddalore fut un port de mer dès l'Antiquité, et fut en relation de commerce avec l'Empire romain, comme en témoignent des vestiges archéologiques conservés au musée du gouvernement de Cuddalore . 
Elle était possédée par un radjah dépendant du souverain de Golconde quand elle fut la première ville de sud de l'Inde à passer sous contrôle européen : d'abord conquise par les Provinces-Unies, elle le fut ensuite par le Portugal, la France puis la Grande-Bretagne.
Elle fut le site de trois batailles navales qui eurent lieu en 1758, pendant la guerre de Sept Ans, en 1782 et 1783 pendant la guerre d'Indépendance américaine (campagne de Suffren).
Gondelour fut durement frappée par le tsunami du 26 décembre 2004.